# Tokyo Xtreme Racer 3
Tokyo Xtreme Racer 3 (conocido en Japón como Shutokou Battle 01 o Shutokou Battle 3) es un videojuego de carreras para PlayStation 2 desarrollado por Genki y distribuido por Crave Entertainment. Es la continuación del videojuego Tokyo Xtreme Racer: Zero de 2001. El videojuego también se lanzó en Norteamérica y, a diferencia de los episodios anteriores de la serie, no se publicó en Europa. Este es el último videojuego de la serie que tiene lugar en el vasto sistema de carreteras de Tokio. Los videojuegos posteriores para PlayStation 2 fueron Tokyo Xtreme Racer: Drift (precuela) y Tokyo Xtreme Racer: Drift 2 (secuela). Cada uno de estos videojuegos tuvo lugar en las montañas de Japón.

## Sinopsis
2 años después de los eventos de Shutokou Battle 0 (y algún tiempo después de los eventos de Tokyo Xtreme Racer: Drift 2), la noticia de la derrota de los 13 Devils se ha comunicado en todo Japón.
Tokio está sumida en el caos y ahora dos ciudades más quieren competir: Osaka y Nagoya.
Los corredores aquí tendrán que vencer a todos los equipos en estas 3 ciudades y, tal vez, tener la oportunidad de desafiar a los mejores pilotos de cada una: Speed King y Dejected Angel en Tokio, Seeks, Genesis R & D3 en Nagoya y No Loser & Darts en osaka.

## Jefes finales
Tokio:
1er nivel:
- Setsuko Kuroe, también conocida como Dejected Angel: exmiembro de los 13 Devils', solía conducir un S14 blanco, pero fue derrotada por un corredor errante 2 años atrás. Después de eso, ahora maneja un Silvia S15 y ha regresado como una oponente aún más feroz.
2.º nivel:
- Motoya Iwasaki, el Speed King/Jintei: Antiguo líder de los 13 Devils' (13 Military Ogros en versión estadounidense), fue el mejor piloto de la carretera. Pero perdió ante un conductor desconocido hace 2 años (ver Shutokou Battle 0) y el rumor decía que dejó la carretera para siempre. Conduciendo su Skyline GT-R R34 azul, regresó con más potencia y más rápido que nunca. (Nota: si en el juego, el auto de Iwasaki tiene el parachoques trasero de Ablfug y el parachoques delantero y el alerón trasero de C-West, la cinemática después de vencerlo nos muestra un MCR Skyline GT-R azul con la matrícula y los vinilos de Speed King).
Nagoya:
1er nivel:
- Nobuhiro Oda, también conocido como Darkness Seven: Ha tenido una larga carrera como corredor, habiendo corrido desde que se graduó de la escuela secundaria. Al volante de un Lexus GS300 negro, es a la vez rival y camarada del líder de Seeks', Yota Takino, y unen sus fuerzas para luchar contra un enemigo común.
- Yota Takino, alias Ogre Deity: Busca' un líder con ambición. Por lo tanto, no duda en decir cosas ásperas a los miembros de su equipo. Al volante de un Toyota Supra marrón, es a la vez rival y camarada del líder de 'Genesis R', Nobuhiro Oda, y unirá fuerzas con él si es necesario.
2.º nivel :
- Hiroaki Sakabura, The Rook: Uno de los miembros de la pandilla de carreras más poderosa de Nagoya D3'. Hay muchos verdaderos creyentes de su método completo de carreras. Ha escudriñado piezas en su Toyota Supra gris y no permite ningún margen de error.
- Shinichiro Kanatani, The Bishop: Uno de los miembros de la pandilla de carreras más poderosa de Nagoya D3'. Su máquina, un Toyota Supra blanco, en cuya configuración ha trabajado incansablemente, a veces se denomina "una obra de arte de carreras".
- Keita Arai, The Knight: Uno de los miembros de la pandilla de carreras más fuerte de Nagoya D3'. Antiguo detective, ahora trabaja en investigación privada. Incluso entre D3, tiene una técnica sobresaliente cuando conduce su Supra negro.
Osaka:
1er nivel:
- Toshifumi Asakawa, también conocido como Naniwa's Warship: líder de No Loser', cree que el mecanismo del vehículo es lo más importante: en otras palabras, si el vehículo está completo, como es el caso de su Lancer Evolution V, la habilidad del conductor no importa.
2.º nivel:
- Noboru Kawajiri, también conocido como God's Estuary: líder de los Darts' en su Ford GT Concept, recibió formalmente la calcomanía del equipo después de luchar sistemáticamente contra más de 70 miembros. de su equipo Solo compite contra oponentes que tienen capacidades reconocidas.
Bonificación: Unknown: Unknown es el jefe final del juego y aparece solo si has derrotado a TODOS los rivales. Él no es ??? porque su automóvil no es el Devil Z, sino el automóvil fantasma del jugador, lo que le permite no ser frenado por el tráfico o por el jugador.

## Jugabilidad
La premisa del juego es idéntica a las variantes anteriores de la serie Tokyo Xtreme Racer: el jugador recorre las carreteras de Japón de noche, mientras desafía a los oponentes a batallas improvisadas. Cuando comienza la carrera, cada vehículo tiene un medidor de salud que se agota lentamente si el oponente de los jugadores está delante de ellos o si chocan con paredes, rieles u otros vehículos. La carrera termina cuando el medidor de salud de un vehículo se agota sin importar cuánto tiempo (tiempo y distancia) dure la carrera. La carrera también podría terminar prematuramente si el jugador y los corredores de IA conducen en direcciones separadas cuando la carretera se divide. Esto da como resultado un empate.
Al comienzo del juego, el jugador comenzará con una pequeña variedad de autos "lentos". A medida que el jugador compite con otros rivales en el juego, puede desbloquear el tipo de automóvil que se conduce en ese momento para usarlo en los modos de crucero estándar. Hay más de 80 automóviles de 15 fabricantes diferentes, que incluyen automóviles japoneses, estadounidenses y europeos. Es recomendable comenzar el juego con un vehículo que sea más potente; estos vehículos tienen el mayor potencial de uso en las partes posteriores y más difíciles del juego, y es completamente posible completar todo el juego usando solo el auto inicial. Los coches tienen una amplia variedad de opciones de ajuste, incluidos kits de carrocería, motores, sistemas de transmisión, llantas, iluminación, pintura e incluso un taller de pintura personalizado que se puede utilizar para crear diseños especiales. El jugador puede poseer hasta 5 autos personalizados en un momento dado, que contienen componentes que son como el usuario quiere que sean.
El jugador competirá contra pandillas de carreras que tienen su propia actitud y requisitos, y competirá contra vagabundos que no pertenecen a ningún grupo individual. Todos estos vagabundos tienen requisitos específicos que cumplir antes de competir con los jugadores, como un determinado día de la semana. Las condiciones climáticas, las modificaciones e incluso qué automóvil conduce el jugador son otros ejemplos de requisitos. Al final hay un total de 600 rivales dentro de un modo historia de 2 etapas. Las ciudades que se muestran en el juego incluyen la capital Tokio, Nagoya, y Osaka, siendo Tokio la más compleja. La capital incluye el centro de la ciudad, la autopista Wangan y Yokohama.

## Recepción
El juego tuvo una recepción mixta, ya que GameRankings le dio una puntuación del 64.64%, mientras que Metacritic le dio 63 de 100.
La versión norteamericana generó duras críticas debido a un error en la conversión de moneda que la hizo legítimamente imbatible. Uno de los rivales llamado "Whirlwind Fanfare", ubicado en Osaka, requiere que el jugador tenga 100,000,000 CR para competir con ella. Sin embargo, el contador se detiene en 99 999 990 CR, por lo que es imposible correr sin el uso de un dispositivo de trampa. El lanzamiento japonés del juego no sufre este problema técnico. Esto se debió a un error de moneda de programación donde la versión estadounidense representa dólares estadounidenses y la versión japonesa representa yenes.